# Jonglerie

Mouvement de base avec trois balles.

La jonglerie, également appelée le jonglage ou encore la jongle, est un exercice d'adresse qui consiste dans son sens le plus strict à lancer, rattraper et relancer de manière continue des objets en l’air. Elle peut être un jeu, un sport, un art ou encore un rite religieux. L’acception que l’on donne au mot peut varier selon les pays ou les pratiquants, prenant en compte la seule manipulation d’objets ou l’ensemble du spectacle que l’artiste donne. De ce fait on en donne souvent une définition plus large qui inclut toutes les manipulations d’objets demandant de l’entraînement. La part artistique de la jonglerie pouvant être importante, l’expression corporelle et le côté théâtral comptent souvent autant que la performance pure.
Les personnes pratiquant la jonglerie sont appelés des jongleurs, du latin joculare.

## Histoire de la jonglerie

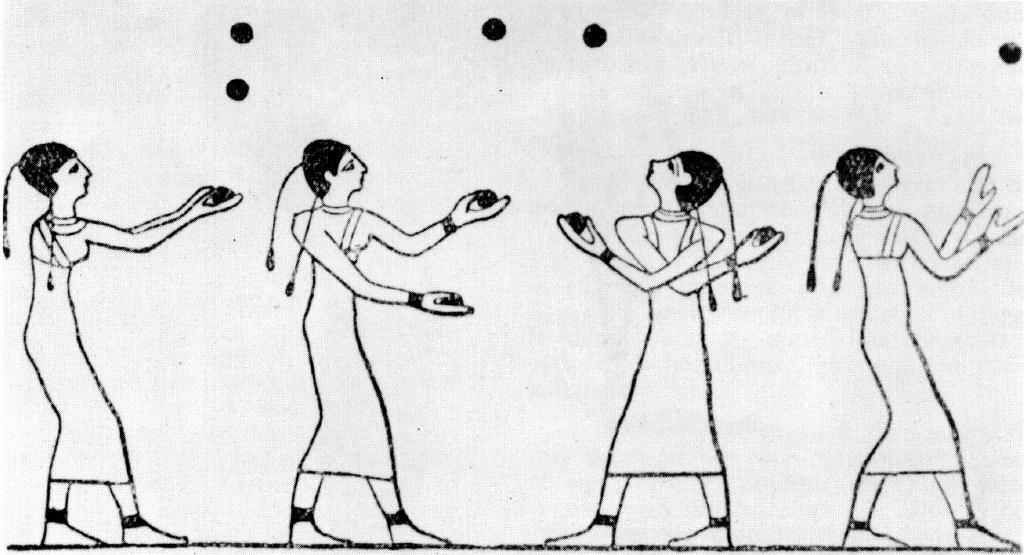
Cette peinture murale égyptienne (datée de -1994– -1791) semble dépeindre une scène de jonglerie aérienne.

Les premières traces connues remontent à plus de 4 000 ans. Elles ont été retrouvées sous la forme de fresques dans les tombes égyptiennes de Beni Hassan. De nombreuses autres traces de la jonglerie nous viennent du monde entier et de nombreuses cultures : la Rome antique, en Chine, les Aztèques (représentation d’antipodisme), l’Europe du Moyen Âge. Certains peuples, comme c’est le cas sur les îles Tonga, ont d’ailleurs fait de la jonglerie un véritable rite. Nous possédons malheureusement peu d’informations écrites et peu de témoignages sur la vie des jongleurs passés. En réalité il s’agit plus d’allusions et de gravures. Il faudra attendre le XVe siècle pour voir apparaître un jongleur dans un écrit de Pierre Gringore. 
Au Moyen Âge, le terme jongleur désigne d'ailleurs non seulement les saltimbanques proposant des numéros de jonglerie au sens moderne mais plus généralement les amuseurs publics, musiciens ou chanteurs ambulants, y compris les dresseurs d'animaux (d'ours ou de singes, par exemple). Au cours du XVIIe siècle, le sens du mot jongleur sera de plus en plus restreint autour des numéros d'adresse.
L’apparition des cirques en dur à la fin du XVIIe siècle et le développement des théâtres de variétés au XIXe siècle apportera à la jonglerie un nouvel âge d’or. Cette période connaîtra son apogée à l’entre-deux-guerres dans un lieu mythique ; le Wintergarten de Berlin, avec le jongleur exceptionnel Enrico Rastelli. Rastelli, jongleur d’origine italienne fut le premier à élever sa maîtrise technique à un niveau tel qu’il en inspira les poètes et artistes de son temps. Ses funérailles furent l’objet d’un véritable deuil national.
Il faudra attendre les années 1980 pour que la jonglerie soit reconnue en tant qu’art autonome avec une nouvelle forme contemporaine qui se fera fort de rallier la danse, le mime et le théâtre pour étoffer la pratique du jonglage. Ce mouvement sera incarné aux États-Unis par Michael Moschen puis en France par Jérôme Thomas.
Également inspirée par le travail sur les nouveaux objets de Michael Moschen, une tendance de la jonglerie moderne tente de se recentrer sur l’essence de la jonglerie. Elle se veut plus abstraite et moins dépendante des arts connexes. De nouveaux objets, de nouvelles structures sont mobilisés.
La communauté jonglistique est très active depuis une vingtaine d’années. Afin de vulgariser la pratique de nombreuses rencontres appelées conventions de jonglerie sont organisées de par le monde. Côté théorique, la jonglerie a su développer assez rapidement de nombreuses notations spécifiques, dont la notation siteswap.

## Différentes disciplines

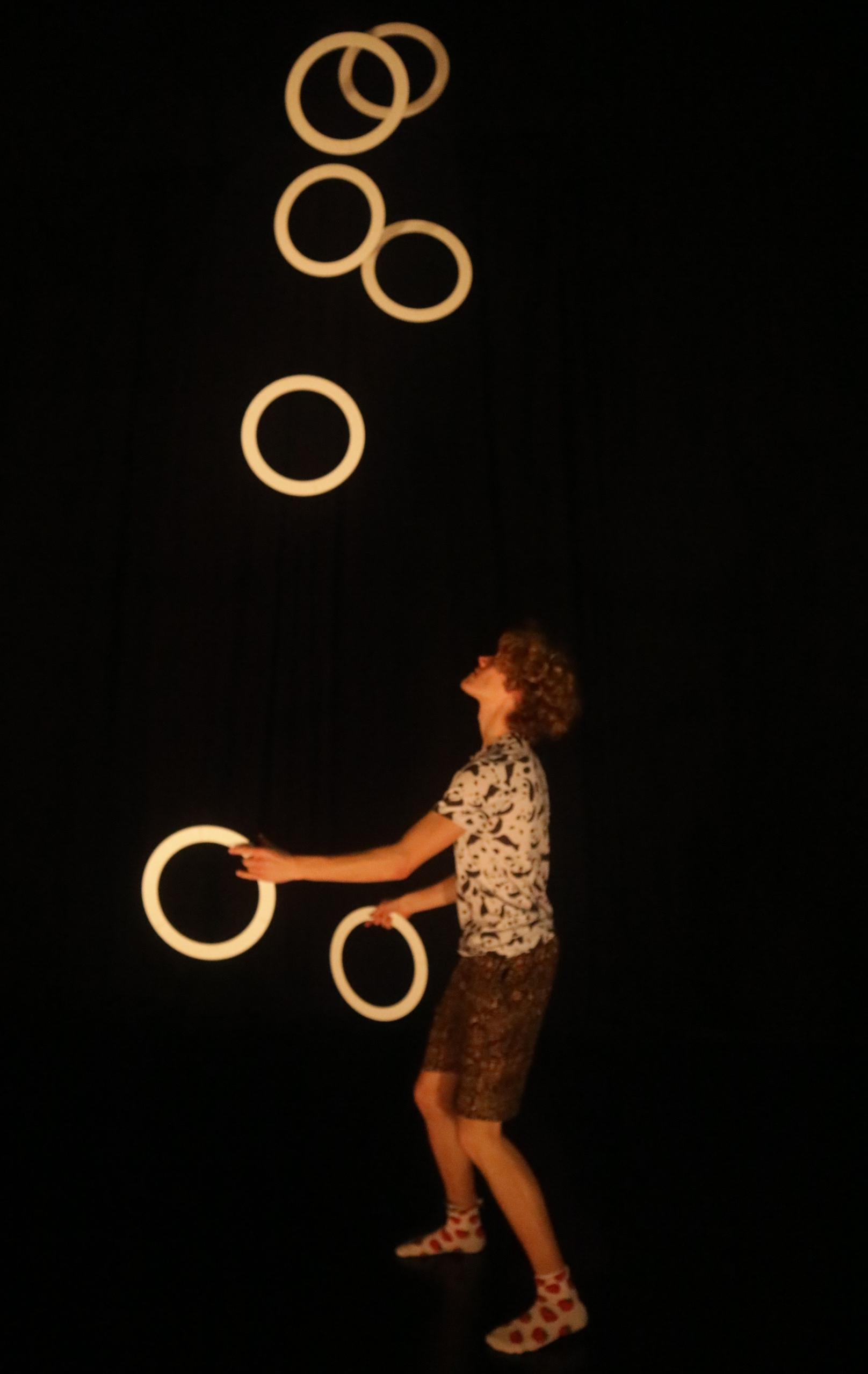
Luca Pferdmenges jonglant avec sept anneaux

La jonglerie, jonglage ou jongle, dans son acceptation large inclut à l’origine la pratique aérienne c'est-à-dire les lancers et reprises d’objets tels que les balles, les massues ou les anneaux jetés en l’air de manière continue et répétée. L’apprentissage des lancers aériens est souvent conseillé aux débutants avec des foulards. Le rebond est une extension du jonglage aérien ajoutant des rebonds sur des surfaces. Il est généralement pratiqué avec des balles en silicone pour leur propriété rebondissante. Le contact et le palmspinning désigne toute manipulation d’un ou plusieurs objets sans qu’ils quittent soit le corps soit la paume des mains.
De nombreuses disciplines incluant d’autres objets mélangent manipulation et jonglerie : les chapeaux, les boîtes à cigares, la jonglerie de bar (flair bartending) avec des bouteilles et shakers, et celle de stylographe (penspinning). Les poï ou bolas consistent généralement en deux boules retenues par une corde ou chaîne et sont manipulés autour du corps, tout comme peuvent l’être le long bâton (staff), le twirling bâton ou encore le hula hoop.
Certaines disciplines de jonglerie utilisent les pieds : la jonglerie avec une balle de football, le footbag avec un petit sac à grain (hacky sack) ou encore le pili, un volant composé de quatre plumes d’oie et d’un lest. L’antipodisme lui-même inclus aussi très souvent de la jonglerie et de la manipulation d’objets divers.

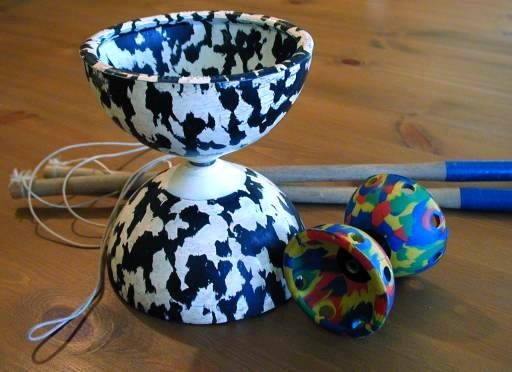
Diabolo avec ses baguettes.

Certaines disciplines sont spécifiques à l’objet pratiqué :
- le diabolo en forme de bobine et manipulé avec deux baguettes reliées entre elles par une ficelle, parfois vu sans baguettes avec une ficelle bouclée sur elle-même ;
- le bâton du diable ou golo, un bâton biconique ou droit manipulé par deux baguettes rugueuses ;
- les assiettes tournantes ou chinoises, mises en rotation avec une baguette en bois qui les soutiennent en leur centre ;
- et encore certains petits objets parfois apparentés à des jouets : le yo-yo, l’Astrojax, le bilboquet et ses variantes.

D’autres disciplines du cirque et des arts de la rue s’associent souvent à la jonglerie :
- l’acrobatie et la voltige : trapèze, tissus, le mât chinois… ;
- les disciplines d’équilibrisme, soit sur des cycles : monocycle, girafe, roue ultime, BMX ou d’autres accessoires : échasse, échelle, boule, fil, corde raide, roue Cyr ;
- la prestidigitation, notamment la manipulation de cartes ;
- le théâtre et la danse.

## Records du monde de jonglage

### Balles
| Nombre    | Record          | Jongleur                          | Nationalité | Année | Références                       |
| --------- | --------------- | --------------------------------- | ----------- | ----- | -------------------------------- |
| 11 Balles | 34 Captures     | Tom Whitfield                     | Royaume-Uni | 2022  | ([vidéo] « Video », sur YouTube) |
| 10 Balles | 51 Captures     | Tom Whitfield                     | Royaume-Uni | 2021  | ([vidéo] « Video », sur YouTube) |
| 9 Balles  | 55 s            | Anthony Gatto                     | États-Unis  | 2006  | ([vidéo] « Video », sur YouTube) |
| 8 Balles  | 1 min 18 s      | Enzo Nicolas Aguero               | Argentine   | 2023  | ([vidéo] « Video », sur YouTube) |
| 7 Balles  | 16 min 25 s     | Adolfo Esteban Almonacid Cardenas | Chili       | 2019  | ([vidéo] « Video », sur YouTube) |
| 6 Balles  | 25 min 17 s     | Adolfo Esteban Almonacid Cardenas | Chili       | 2019  | ([vidéo] « Video », sur YouTube) |
| 5 Balles  | 3 h 44 min 46 s | Bence Ónodi                       | Hongrie     | 2022  | ([vidéo] « Video », sur YouTube) |
| 4 Balles  | 3 h 00 min 34 s | Maximilian Kuschmierz             | Allemagne   | 2022  | ([vidéo] « Video », sur YouTube) |
| 3 Balles  | 12 h 5 min      | David Slick                       | États-Unis  | 2009  | ,                                |

### Massues
| Nombre    | Record         | Jongleur            | Nationalité | Année | Références                       |
| --------- | -------------- | ------------------- | ----------- | ----- | -------------------------------- |
| 8 Massues | 18 Captures    | Moritz Rosner       | Allemagne   | 2023  | ([vidéo] « Video », sur YouTube) |
| 7 Massues | 4 min 24 s     | Anthony Gatto       | États-Unis  | 2005  | ([vidéo] « Video », sur YouTube) |
| 6 Massues | 7 min 38 s     | Anthony Gatto       | États-Unis  | 2005  | ([vidéo] « Video », sur YouTube) |
| 5 Massues | 53 min 21 s    | Thomas Dietz        | Allemagne   | 2005  | Verified by JISCON               |
| 4 Massues | 1 h 15 min 9 s | Alexandr Inozemtzev | Russie      | 2021  | ([vidéo] « Video », sur YouTube) |
| 3 Massues | 5 h 1 min 51 s | Alexandr Inozemtzev | Russie      | 2022  | ([vidéo] « Video », sur YouTube) |

### Anneaux
| Nombre     | Record          | Jongleur              | Nationalité | Année | Références                       |
| ---------- | --------------- | --------------------- | ----------- | ----- | -------------------------------- |
| 10 Anneaux | 47 Captures     | Anthony Gatto         | États-Unis  | 2005  | ([vidéo] « Video », sur YouTube) |
| 9 Anneaux  | 50 s            | Anthony Gatto         | États-Unis  | 2005  | ([vidéo] « Video », sur YouTube) |
| 8 Anneaux  | 1 min 17 s      | Anthony Gatto         | États-Unis  | 1989  | ([vidéo] « Video », sur YouTube) |
| 7 Anneaux  | 15 min 6 s      | Anthony Gatto         | États-Unis  | 2011  | ([vidéo] « Video », sur YouTube  |
| 6 Anneaux  | 6 min 37 s      | Eivind Dragsjø        | Norvège     | 2022  | ([vidéo] « Video », sur YouTube) |
| 5 Anneaux  | 58 min 22 s     | Caio Stevanovich      | Brésil      | 2022  | ([vidéo] « Video », sur YouTube) |
| 4 Anneaux  | 1 h 20 min 55 s | Maximilian Kuschmierz | Allemagne   | 2022  | ([vidéo] « Video », sur YouTube) |
| 3 Anneaux  | 3 h 10 min 45 s | Maximilian Kuschmierz | Allemagne   | 2022  | ([vidéo] « Video », sur YouTube) |

## Jonglerie pyrotechnique
Une pratique historiquement répandue de la jonglerie consiste à enflammer ses agrès, accroissant ainsi la difficulté par une prise de risque mesurée mais impressionnante. L’intérêt pour cette discipline, tant comme pratique personnelle que dans le cadre de spectacles publiques, provient de la fascination pour le feu, élément à forte charge symbolique.

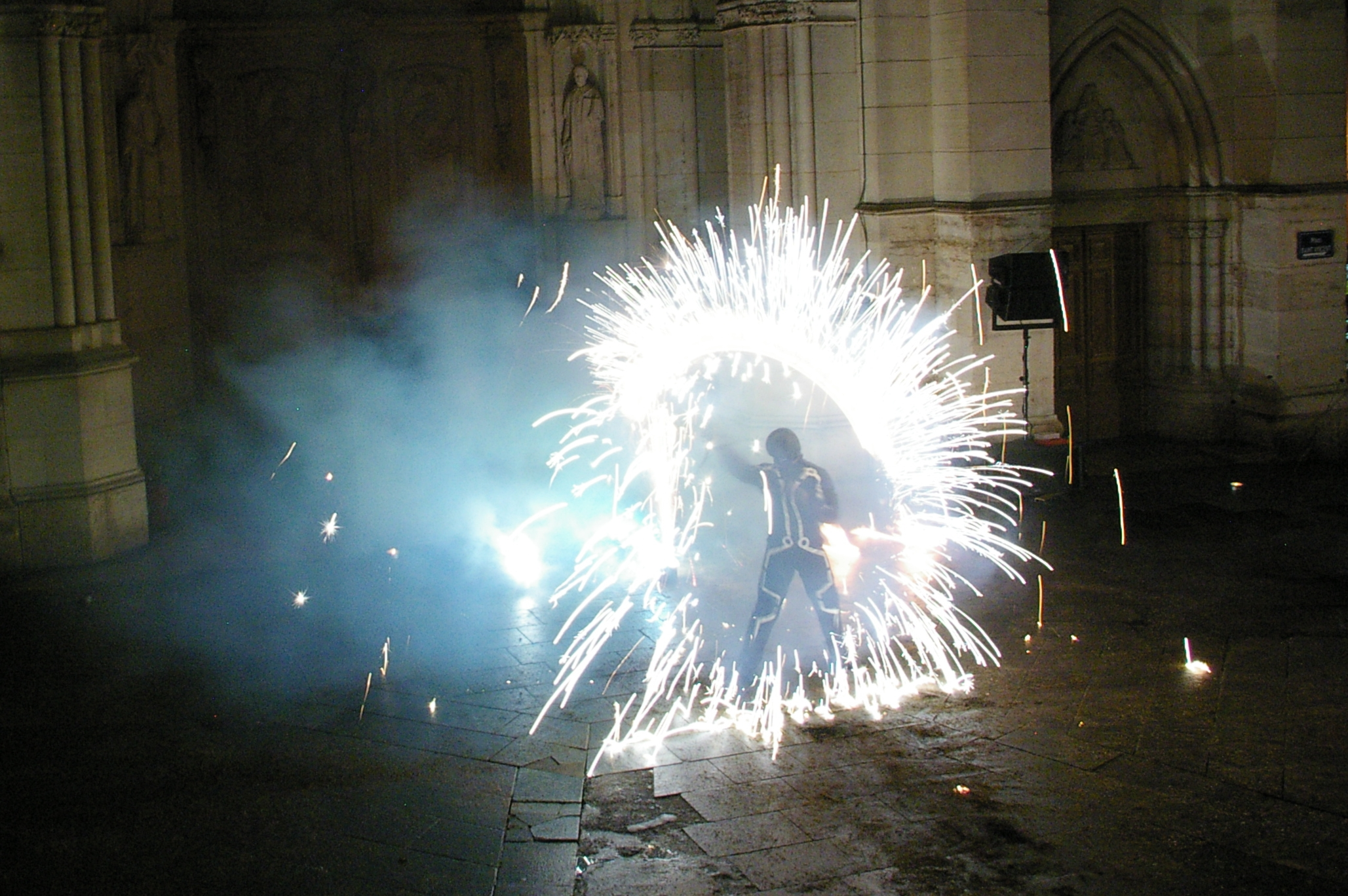
Staff double artifice (compagnie Cessez L'Feu, France).

Certains agrès dont la manipulation le permet, comme le staff ou les bolas, se sont aussi parfois vu agrémenter d'artifices pyrotechniques. Cette pratique induit une attention toute particulière en ce qui concerne la sécurité du jongleur et de son environnement proche. Ces artifices sont généralement soit de petits articles de pyrotechnie achetés dans le commerce, soit des artifices artisanaux (ex. bolas spéciales contenant de la paille de fer ou du charbon a narguilé).

## Santé
Selon une étude de l'université d'Oxford, le jonglage augmente la substance blanche et améliore le potentiel cérébral,.

## Littérature
- L’art de la jonglerie occupe une part importante dans le roman Le château de Lord Valentin (Lord Valentine’s castle, 1980) de Robert Silverberg. L’auteur y met notamment en scène une race extraterrestre à quatre bras spécialiste de la jonglerie.

- Romain Gary évoque dans plusieurs de ces romans la jonglerie avec balles (Les Mangeurs d’Étoiles, La Promesse de l’Aube).
- Dans La Jongleuse (1900), Rachilde fait de la jonglerie un usage à la fois métaphorique et littéral (la protagoniste jongle avec les sentiments des hommes comme elle jongle avec des couteaux).

## Le clin d’œil de Brian Dyson
Brian Dyson, ancien directeur général de la société Coca-Cola, a fait un clin d’œil à peine dissimulé à la jonglerie dans ce qui est entré dans l'histoire comme le « discours des cinq boules »,,.